# Cervières (Hautes-Alpes)
Pour les articles homonymes, voir Cervières.
Cervières est une commune française située dans le département des Hautes-Alpes, en région Provence-Alpes-Côte d'Azur.

## Géographie

### Localisation
Cervières est située à 9 km de Briançon sur la route des Grandes Alpes au pied du col d'Izoard (2 364 m) et en dessous de la plaine d'altitude du Bourget.

### Géologie et relief
Le village est situé à 1 620 m d'altitude, au pied de hautes montagnes marquant la limite entre le Briançonnais et le Queyras (pic de Rochebrune, 3 323 m). Plusieurs curiosités sont situées sur le territoire de la commune :
- la plaine du Bourget, dans la haute vallée de la Cerveyrette, constitue un exemple rare de marécage d'altitude (à environ 1 900 m d'altitude) qui était d'une très grande richesse biologique avant la construction de la route et le recalibrage de certains affluents de la Cerveyrette ;
- le mont Chenaillet est une curiosité géologique mondialement connue, vestige de l'ancien océan alpin formé il y a environ 155 millions d'années, après la dislocation de la Pangée. Cet océan ouvert entre le jurassique supérieur et le crétacé inférieur a depuis lors disparu victime la convergence entre les plaques lithosphériques européenne et africaine (Italie). L'ophiolite du Chenaillet est un site dont la nature même fait encore débat dans la communauté scientifique. Le mont Chenaillet est à cheval entre les communes de Cervières et de Montgenèvre ;
- la vallée des Fonts forme sur une dizaine de kilomètres de longueur un paradis du vélo de la randonnée et du ski de fond. Constituée de schistes lustrés, elle témoigne de la subduction de l'ancien océan alpin (prisme d'accrétion) ;
- le plateau du Lasseron (réserve de chamois) ; dans l'ancienne marge continentale passive piémontaise ;
- le col d'Izoard ;
- la crête des Dormillouses, sur plusieurs kilomètres, à la frontière italienne, jusqu'à l'altitude de 2 900 mètres[1].

### Hydrographie et eaux souterraines
Cours d'eau sur la commune ou à son aval :
- lac des Cordes[3] ;
- lac Gimont dans le massif des Cerces ;
- lac Noir dans le massif des Cerces ;
- rivière de la Cerveyrette où subsiste une espèce endémique de truite fario ;
- torrents de pierre rouge, de la tirière, de saint-claude, du villard, de péas, du col d'izoard ;
- ruisseaux du blétonnet, de la grande combe, de cabot ;
- ravins des chalmettes, des coutiers, du rousset, de la côte belle, d'izoard, du col d'izoard, de l'aigue belle, mioillon, de comaire, des rouilles, de la grande maye, du randon.

Assainissement intercommunal du briançonnais.

### Climat
Pour des articles plus généraux, voir Climat de Provence-Alpes-Côte d'Azur et Climat des Hautes-Alpes.
En 2010, le climat de la commune est de type climat des marges montargnardes, selon une étude du Centre national de la recherche scientifique s'appuyant sur une série de données couvrant la période 1971-2000. En 2020, Météo-France publie une typologie des climats de la France métropolitaine dans laquelle la commune est exposée à un climat de montagne ou de marges de montagne et est dans la région climatique Alpes du sud, caractérisée par une pluviométrie annuelle de 850 à 1 000 mm, minimale en été.
Pour la période 1971-2000, la température annuelle moyenne est de 5,8 °C, avec une amplitude thermique annuelle de 17,2 °C. Le cumul annuel moyen de précipitations est de 858 mm, avec 7,4 jours de précipitations en janvier et 7,1 jours en juillet. Pour la période 1991-2020, la température moyenne annuelle observée sur la station météorologique de Météo-France la plus proche, « Villar St Pancrace », sur la commune de Villar-Saint-Pancrace à 7 km à vol d'oiseau, est de 8,8 °C et le cumul annuel moyen de précipitations est de 636,0 mm. 
La température maximale relevée sur cette station est de 36,2 °C, atteinte le 23 août 2023 ; la température minimale est de −18 °C, atteinte le 5 février 2012,,.
Les paramètres climatiques de la commune ont été estimés pour le milieu du siècle (2041-2070) selon différents scénarios d'émission de gaz à effet de serre à partir des nouvelles projections climatiques de référence DRIAS-2020. Ils sont consultables sur un site dédié publié par Météo-France en novembre 2022.

### Voies de communications et transports

#### Voies routières
- Accès : à partir de Briançon, prendre la RD 902 en direction des gorges de la Cerveyrette.

#### Transports en commun
Transport en Provence-Alpes-Côte d'Azur
- Les transports régionaux du réseau Zou !.
- Les navettes blanches de l'Aéroport Marseille Provence ou de la Gare TGV d'Aix-en-Provence vers les stations de ski des Alpes du Sud[13].

## Urbanisme

### Typologie
Au 1er janvier 2024, Cervières est catégorisée commune rurale à habitat dispersé, selon la nouvelle grille communale de densité à 7 niveaux définie par l'Insee en 2022.
Elle est située hors unité urbaine. Par ailleurs la commune fait partie de l'aire d'attraction de Briançon, dont elle est une commune de la couronne,. Cette aire, qui regroupe 15 communes, est catégorisée dans les aires de moins de 50 000 habitants,.

### Occupation des sols

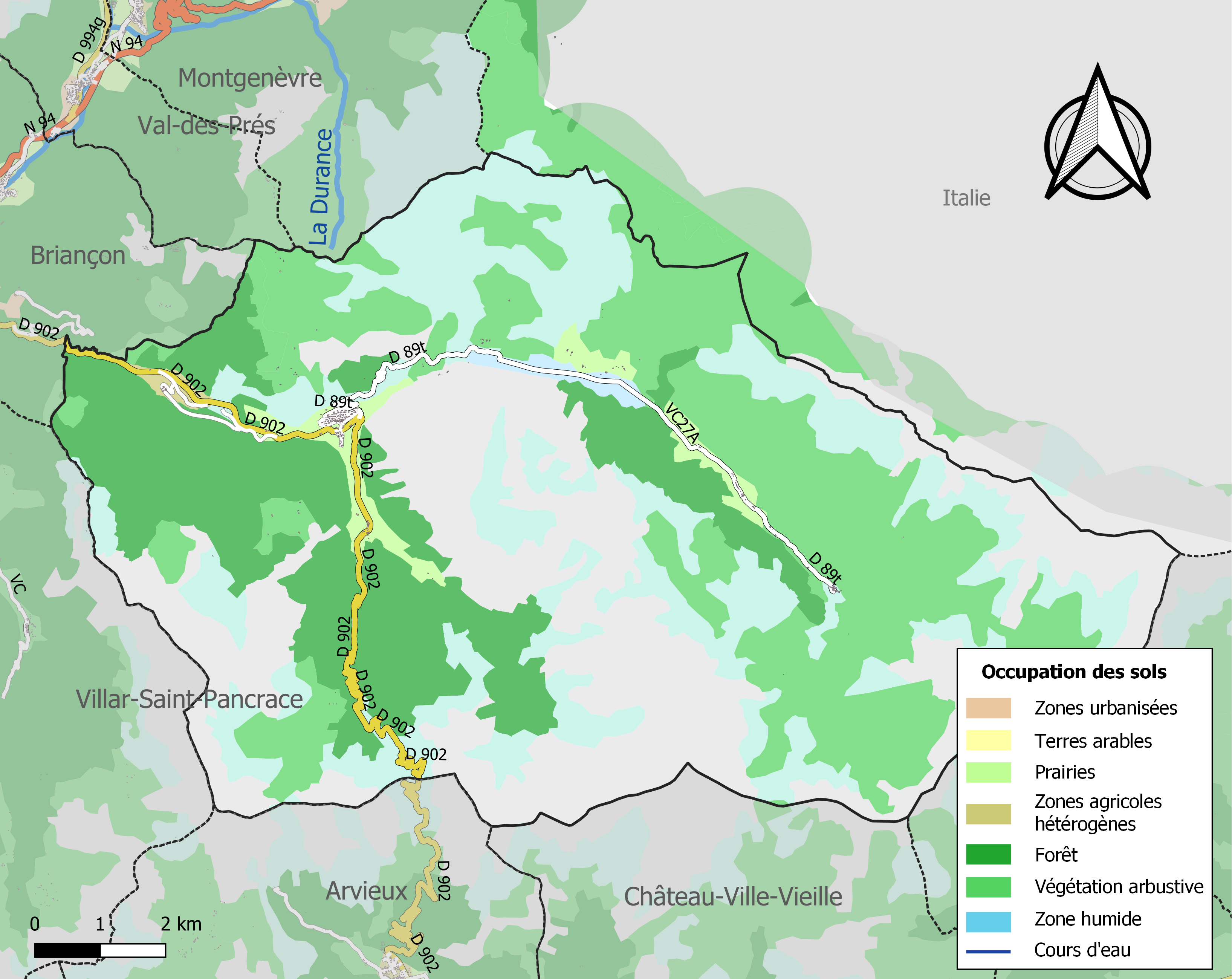
Carte des infrastructures et de l'occupation des sols de la commune en 2018 (CLC).

Le tableau ci-dessous présente l'occupation des sols de la commune en 2018, telle qu'elle ressort de la base de données européenne d’occupation biophysique des sols Corine Land Cover (CLC).
| Type d’occupation                                                                   | Pourcentage | Superficie (en hectares) |
| ----------------------------------------------------------------------------------- | ----------- | ------------------------ |
| Prairies et autres surfaces toujours en herbe                                       | 2,6 %       | 290                      |
| Surfaces essentiellement agricoles interrompues par des espaces naturels importants | 0,4 %       | 40                       |
| Forêts de conifères                                                                 | 20,1 %      | 2 214                    |
| Pelouses et pâturages naturels                                                      | 24,8 %      | 2 736                    |
| Landes et broussailles                                                              | 1,2 %       | 132                      |
| Forêt et végétation arbustive en mutation                                           | 0,3 %       | 30                       |
| Roches nues                                                                         | 26,8 %      | 2 952                    |
| Végétation clairsemée                                                               | 23,3 %      | 2 566                    |
| Marais intérieurs                                                                   | 0,7 %       | 73                       |
| Source : Corine Land Cover                                                          |             |                          |

## Toponymie
Cervières dérive de cervier (adjectif propre au cerf). Ce toponyme pourrait désigner une partie de la forêt fréquentée par les cerfs.
Le nom de la localité est attesté sous la forme Cerveria en 1148,. Le nom du village était Sarvèira ( [saʁˈvɛjro]) en dialecte alpin.

## Histoire
L'existence du village de Cervières est attestée depuis le Haut Moyen Âge. À l'origine, il était initialement installé sur les hauteurs, peut-être en raison des inondations. Du XIVe siècle au XVe siècle, les habitants se rapprochèrent de la Cerveyrette à cause du manque d'eau. Les plus anciennes maisons que l'on peut encore observer datent du XVIe siècle.

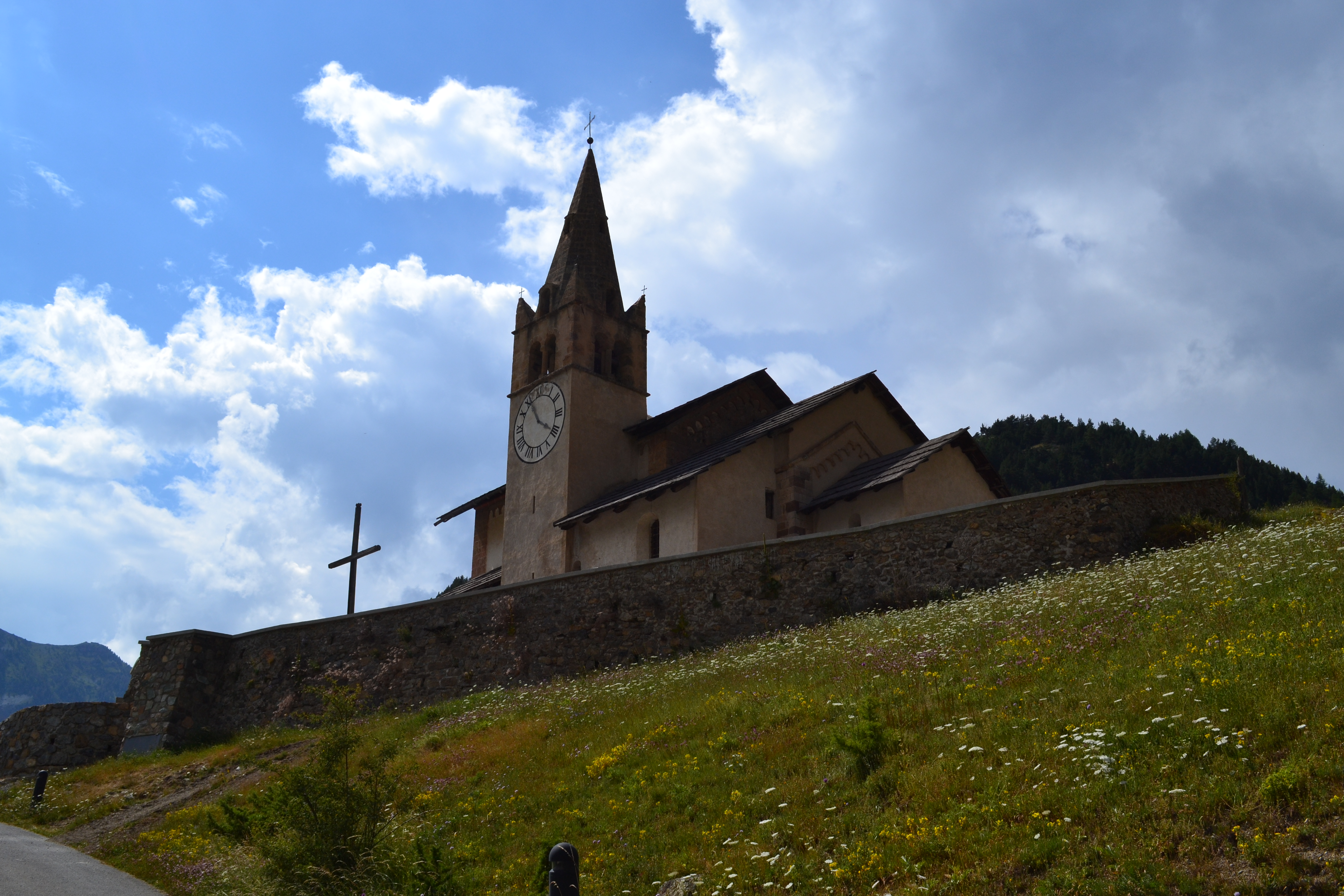
L'église Saint-Michel.

Le village appartint, entre le XIVe siècle et la Révolution française (création des départements), au territoire de la République des Escartons (dans le Haut Dauphiné) qui regroupait une douzaine de localités autour de Briançon et d'Oulx (commune située actuellement dans le Piémont italien). Cette République des Escartons bénéficiait de privilèges fiscaux et d'une autonomie administrative vis-à-vis des Royaumes de France et de Piémont.

### Seconde Guerre mondiale
L'église Saint-Michel, datant du XVe siècle, domine d'environ 50 m les habitations. Son clocher carré en pierre, encadré de quatre clochetons, est représentatif du style lombard, sur le modèle de la cathédrale d'Embrun. Le village, situé avant la Seconde Guerre mondiale sur la rive gauche de la Cerveyrette, fut en grande partie détruit par les bombes incendiaires lancées depuis les crêtes par les Allemands, lors des combats de la Libération du Briançonnais (août - septembre 1944). Les maisons à pan de bois et les stocks de fourrages alimentèrent le feu qui détruisit 90 % des habitations.

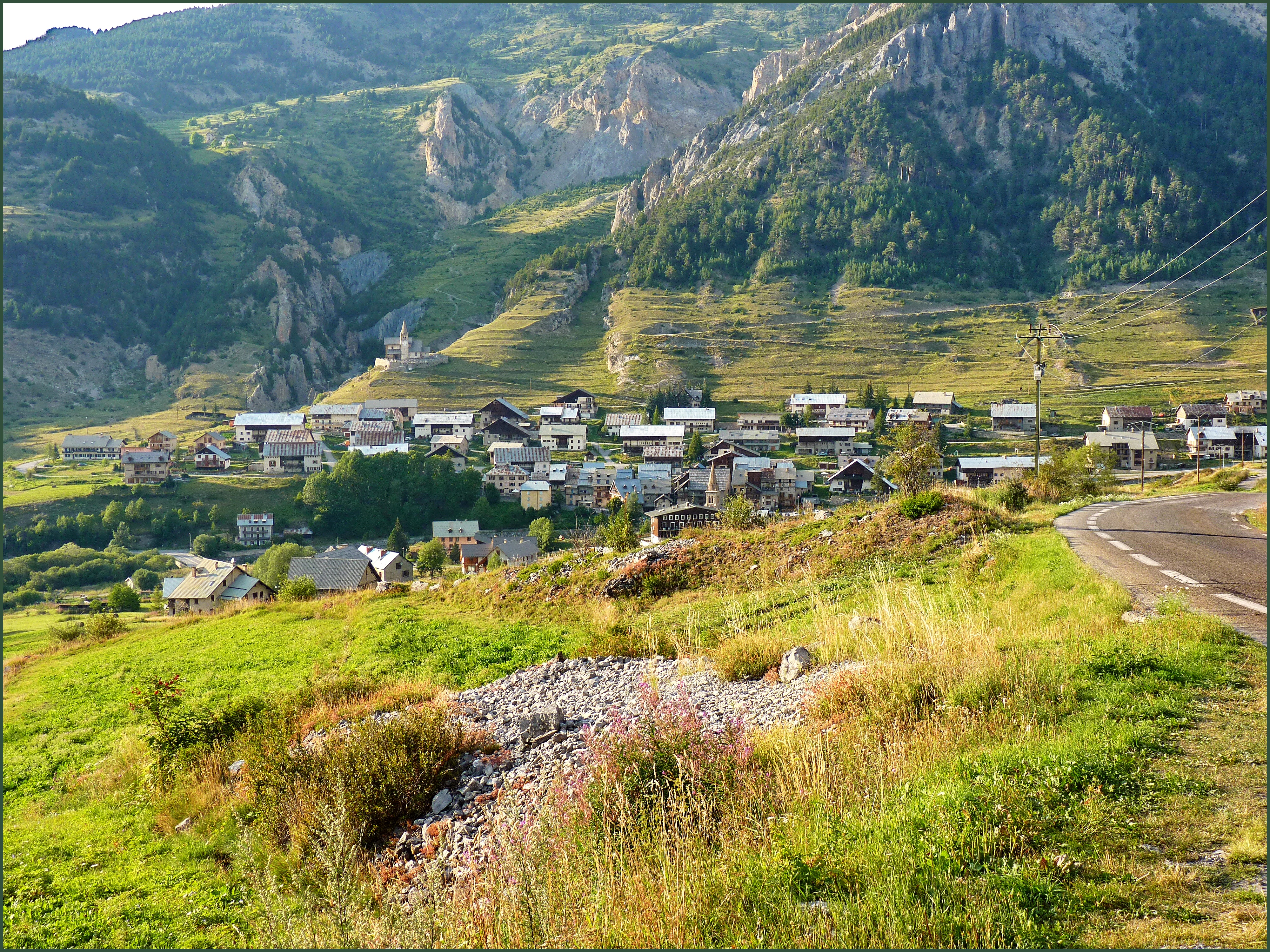
Vue panoramique du village.

### Inondations des années 1950
Le village actuel a été reconstruit dans les années 1950 sur la rive droite du torrent, dans une disposition le préservant de l'incendie : les maisons sont toutes séparées et bâties sur un plan parallèle aux courbes de niveau. En 1957, une trentaine d'anciennes maisons furent encore anéanties par une inondation. Aujourd'hui subsistent encore le long de la rivière quelques maisons à pans de bois.

### Résistance au projet SuperCervières
Dès 1961, des projets de station de ski alpin ont été imaginés sur la Haute Vallée de la Cerveyrette. Dans le cadre du Plan neige, de 1967 à 1969, dans cette optique, un groupe financier belge veut déjà acheter les terres de la haute vallée à des prix dérisoires, ce que les Cerveyrins refusent, malgré des pressions politiques, défendant leurs pâturages, loués parfois aux bergers des vallées méridionales.
En décembre 1969, l'Association pour l'étude et la sauvegarde de la vallée de Cervières (A.E.S.C.), toujours active 45 ans plus tard, édite un journal, La Paparelle, et formule des contre-propositions, dans lesquelles la protection de la nature et sa mise en valeur ne paraissent plus incompatibles. La commune est alors une des premières, avec Orgosolo en Sardaigne, à participer à la la révolte non-violente des agriculteurs pour leurs terres, dans les années 1970, sur le mode de la désobéissance civile.
Au même moment, un projet de station de sports d'hiver nommée SuperCervières, située au niveau de la plaine du Bourget (1 850 m) et destinée à être reliée au domaine de Montgenèvre, est lancé. Il prévoit l'expropriation de 1 150 hectares de terrains privés et de 5 350 hectares de terrains communaux, c'est-à-dire plus de la moitié de la commune, avec le départ forcé de 22 agriculteurs, qui élèvent un millier de moutons en plus troupeaux de vaches et s'y opposent. Une pétition nationale réunit 19 000 signatures et 500 lettres recommandées à la préfecture par des personnalités, parmi lesquelles le vulcanologue Haroun Tazieff, sur fond de nombreux articles dans la presse régionale et nationale, et de reportage télévisé,. Les différents scénarions sont une station de quinze mille lits ou de quarante mille lits et vise une clientèle « de grand standing » comme le précise le député-maire de Briançon, Paul Dijoud et une clientèle de « classe internationale », selon la notice officielle de la procédure d'enquête sur l'expropriation, avec « gratte-ciel de bétons et boîtes de nuit », tandis qu'un dépliant de Montgenèvre représente le site de la station internationale.
Les syndicats agricoles, les fédérations socialiste et communiste, des responsables d'associations scientifiques, et le conseil municipal à l'unanimité  soutiennent le maire Raymond Faure-Brac, qui dans une lettre aux autorités, souligne que « l'indignation est telle dans les esprits et dans les cœurs qu'il pourrait se produire des explosions incontrôlées ». Dans la vallée voisine de la Guisanne, au même moment, au Monêtier-les-Bains, le conseil municipal dans lequel les agriculteurs sont en minorité a décidé d'exproprier 20 à 30 hectares de très bonnes terres fourragères pour les transformer en lotissements avec un millier de lits.
En 1977, le projet avorta sous la pression des élus locaux, parmi lesquels les deux maires successifs, Raymond Faure-Brac et André Gatineau. C'est l'une des rares vallées des Alpes encore préservées des équipements lourds, qui s'est ouverte au tourisme d'hiver via la voie plus légère du ski de fond.

## Politique et administration
| Période                                  | Période   | Identité             | Étiquette | Qualité      |
| ---------------------------------------- | --------- | -------------------- | --------- | ------------ |
| Les données manquantes sont à compléter. |           |                      |           |              |
| mars 1974                                | mars 1980 | Raymond Faure-Brac   |           |              |
| mars 1974                                | mars 1980 | André Gatineau       |           |              |
| mars 1989                                | mars 1999 | Louis Conio          | DVD       |              |
| mars 2001                                | mars 2008 | Nadine Chastel       |           |              |
| mars 2008                                | mars 2014 | Thierry Ducurtil     |           |              |
| avril 2014                               | En cours  | Jean-Franck Vioujas, |           | Ancien cadre |

### Budget et fiscalité 2017
En 2017, le budget de la commune était constitué ainsi :
- total des produits de fonctionnement : 565 000 €, soit 2 973 € par habitant ;
- total des charges de fonctionnement : 519 000 €, soit 2 732 € par habitant ;
- total des ressources d'investissement : 494 000 €, soit 2 601 € par habitant ;
- total des emplois d'investissement : 427 000 €, soit 2 248 € par habitant ;
- endettement : 127 000 €, soit 666 € par habitant.

Avec les taux de fiscalité suivants :
- taxe d'habitation : 2,62 % ;
- taxe foncière sur les propriétés bâties : 7,74 % ;
- taxe foncière sur les propriétés non bâties : 32,88 % ;
- taxe additionnelle à la taxe foncière sur les propriétés non bâties : 0,00 % ;
- cotisation foncière des entreprises : 0,00 %.

Chiffres clés Revenus et pauvreté des ménages en 2015 : médiane en 2015 du revenu disponible, par unité de consommation : 18 170 €.

## Population et société

### Démographie

#### Évolution démographique
Les habitants sont les Cerveyrains.
L'évolution du nombre d'habitants est connue à travers les recensements de la population effectués dans la commune depuis 1793. Pour les communes de moins de 10 000 habitants, une enquête de recensement portant sur toute la population est réalisée tous les cinq ans, les populations de référence des années intermédiaires étant quant à elles estimées par interpolation ou extrapolation. Pour la commune, le premier recensement exhaustif entrant dans le cadre du nouveau dispositif a été réalisé en 2004.

En 2022, la commune comptait 189 habitants, en évolution de +3,85 % par rapport à 2016 (Hautes-Alpes : +0,4 %, France hors Mayotte : +2,11 %).
| 1793 | 1800 | 1806 | 1821 | 1831 | 1836 | 1841 | 1846 | 1851 |
| ---- | ---- | ---- | ---- | ---- | ---- | ---- | ---- | ---- |
| 817  | 675  | 925  | 876  | 895  | 918  | 825  | 841  | 900  |

| 1856 | 1861 | 1866 | 1872 | 1876 | 1881 | 1886 | 1891 | 1896 |
| ---- | ---- | ---- | ---- | ---- | ---- | ---- | ---- | ---- |
| 903  | 880  | 830  | 752  | 699  | 702  | 711  | 628  | 593  |

| 1901 | 1906 | 1911 | 1921 | 1926 | 1931 | 1936 | 1946 | 1954 |
| ---- | ---- | ---- | ---- | ---- | ---- | ---- | ---- | ---- |
| 527  | 487  | 459  | 425  | 386  | 327  | 324  | 180  | 194  |

| 1962 | 1968 | 1975 | 1982 | 1990 | 1999 | 2004 | 2006 | 2009 |
| ---- | ---- | ---- | ---- | ---- | ---- | ---- | ---- | ---- |
| 151  | 111  | 96   | 105  | 120  | 129  | 128  | 131  | 169  |

| 2014 | 2019 | 2022 | - | - | - | - | - | - |
| ---- | ---- | ---- | - | - | - | - | - | - |
| 183  | 199  | 189  | - | - | - | - | - | - |

### Enseignement
Établissements d'enseignements :
- Écoles maternelles et primaires à Montgenèvre, Briançon[42],
- Collèges à Briançon,
- Lycées à Briançon.

### Santé
Professionnels et établissements de santé :
- Médecins à Briançon, Montgenèvre,
- Pharmacie à Briançon, Montgenèvre,
- Hôpitaux à Briançon. Le développement du climatisme a permis à Briançon de devenir « Ville-Santé » de l'Organisation mondiale de la santé (OMS) en 2010 et ville adhérente du Programme national nutrition santé (PNNS) en 2011[44]. Dans cet élan, la ville a signé en 2012 un contrat local de santé avec l'Agence régionale de santé[45].

### Cultes
- Culte catholique, Diocèse de Gap et d'Embrun[46].

## Économie

### Centrale hydroélectrique
En aval du village, la centrale est exploitée en SEM, la commune détenant 50.1% des parts, EDSB, Énergie Développement Services du Briançonnais 49.9%.
Sa puissance est de 3400KW/h.

### Agriculture
- L’agropastoralisme[47].
- Fermes de la reconstruction[48].

### Tourisme
- Le village est une station de ski de fond, avec d'une part des pistes au hameau du Laus, avec l'itinéraire de montée au col d'Izoard, et d'autre part dans la plaine des Fonts, reliant les différents hameaux d'alpage. Au total, 42 km de pistes[49].
- Le refuge Napoléon[50], construit en 1858, un peu avant l'arrivée au col d'Izoard.
- Maisons d'hôtes, gîtes.

### Commerces
- Restaurant Bistrot de pays Hôtel d'Izoard[51],[52].

## Culture locale et patrimoine

### Lieux et monuments
Patrimoine religieux :
- Église Saint-Michel du XVe siècle, construite par l'architecte Rémy Fatin, également auteur de l'église de Névache. Un bas-côté a été ajouté côté nord au XVIIIe siècle[53],[54]. Les cloches sont de 1689[55], 1848[56] et 1903[57].
- Église paroissiale Saint-Michel-et-Saint-Mammès[58], construite en 1819 près du village.
- Église Saint-François-d'Assise[59],[60].
- Chapelles :
  - Chapelles d'alpage : la vallée du Bourget, sur 16 km autour du pic de Rochebrune, conserve la quasi-totalité de ses 9 chapelles d'alpage, dont la restauration est entreprise.
  - Chapelle Saint-Claude[61].
  - Chapelle Saint-Jean-Baptiste[62] et la maison ferme[63] au lieu-dit Le Laus.
  - Chapelle Sainte-Elisabeth[64].
  - Chapelle Saint-Roch[65].
  - Chapelle Notre-Dame-des-Neiges[66].
  - Chapelle Saint-Pierre[67] et ses 2 cloches de 1520[68],[69].
  - Chapelle Sainte-Madeleine[70].
  - Chapelle Sainte-Luce[71].
  - Chapelle Saint-Gervais et Saint-Protais[72].
- Monument aux morts[73] : Conflits commémorés : Guerres 1914-1918 et 1939-1945.

Autres lieux et patrimoines :
- Hôtel de ville[74] et son cadran solaire[75].
- Fortifications : la vallée de Cervières fait partie du vaste système fortifié du Briançonnais, élaboré à partir de la fin du XVIIe siècle jusqu'aux années 1930. La commune possède des ouvrages des années 1880 (fort du Gondran (en)[76], blockhaus de la Lausette[77] et Ouvrage des Aittes[78] un mur de protection construit au XIXe siècle) ainsi que des ouvrages de type Maginot (ouvrages du Gondran E et des Aittes). Ces fortifications ont permis de repousser l'assaut italien en juin 1940.
- Téléphérique militaire de Terre Rouge ou des Gondran se trouvant sur les communes de Cervières et de Briançon[79].
- Un cadran solaire daté de 1839, attribué à Giovanni Francesco Zarbula[80], célèbre cadranier piémontais du XIXe siècle (la dernière photo en bas à droite).
- 104 chalets d'alpage, dont les chalets de Lachau, des Fraches, de Cabot, de Prafauchier, des Chalps et des Fonts (à 2 050 m d'altitude).
- Maisons du XVIIIe siècle : Cervières et ses différents hameaux présentent de très nombreux autres exemples bien conservés des maisons et des chalets d'alpage construits au XVIIIe siècle.
- Maison Faure Vincent Dubois, maison paysanne du XVIIIe siècle[81].

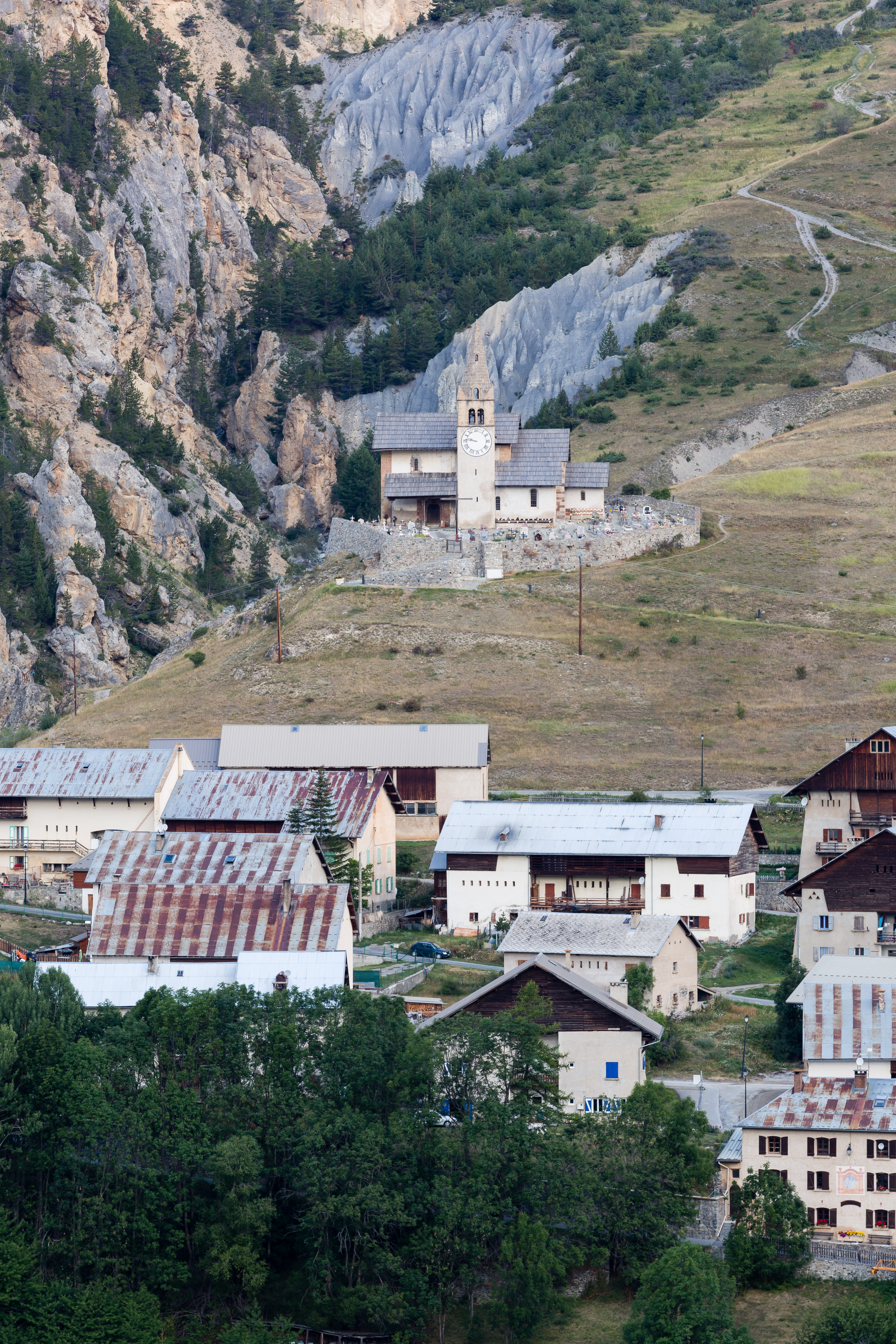
L'église Saint-Michel dominant le village.
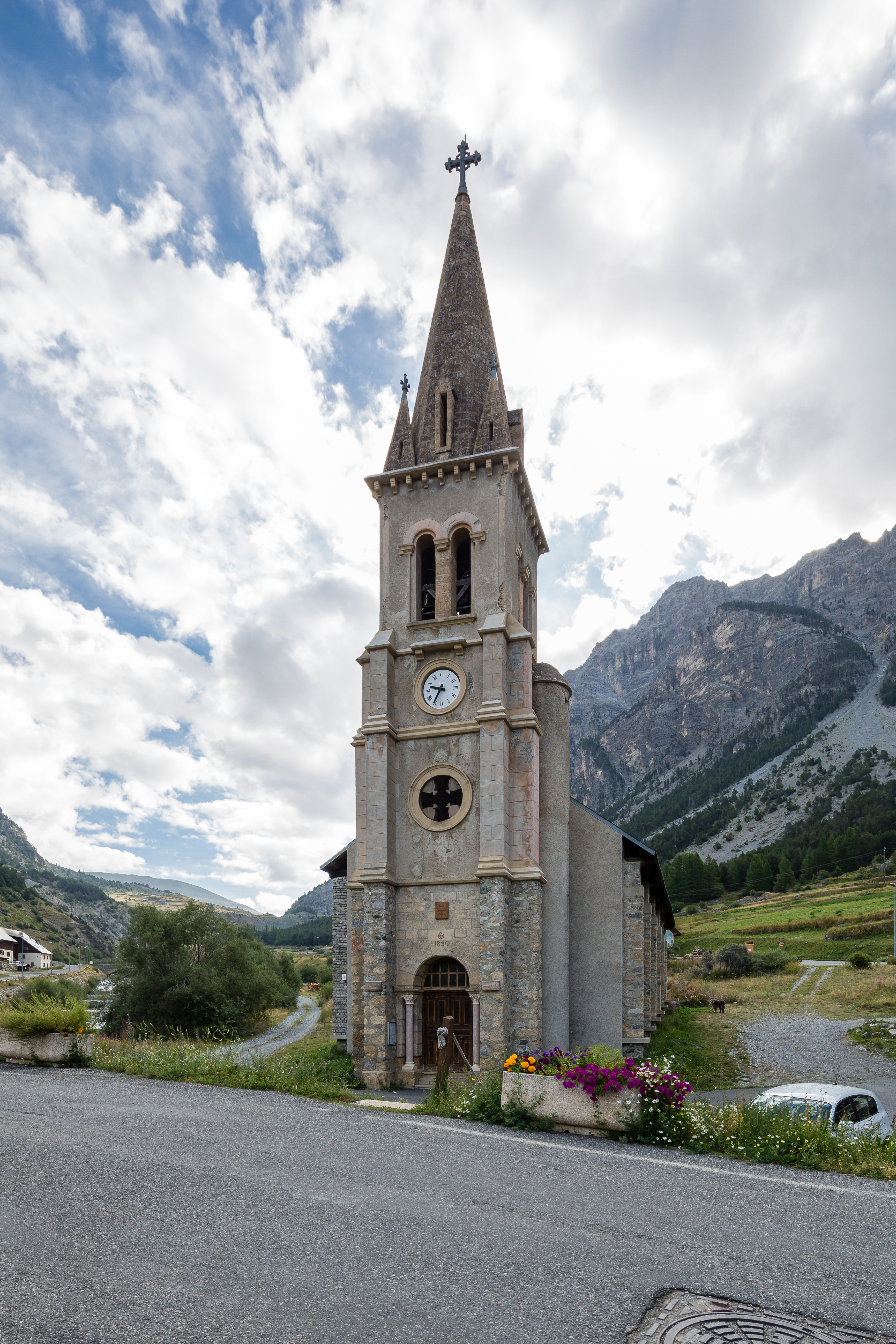
L’église Saint-Michel-et-Saint-Mammès, près du bourg.
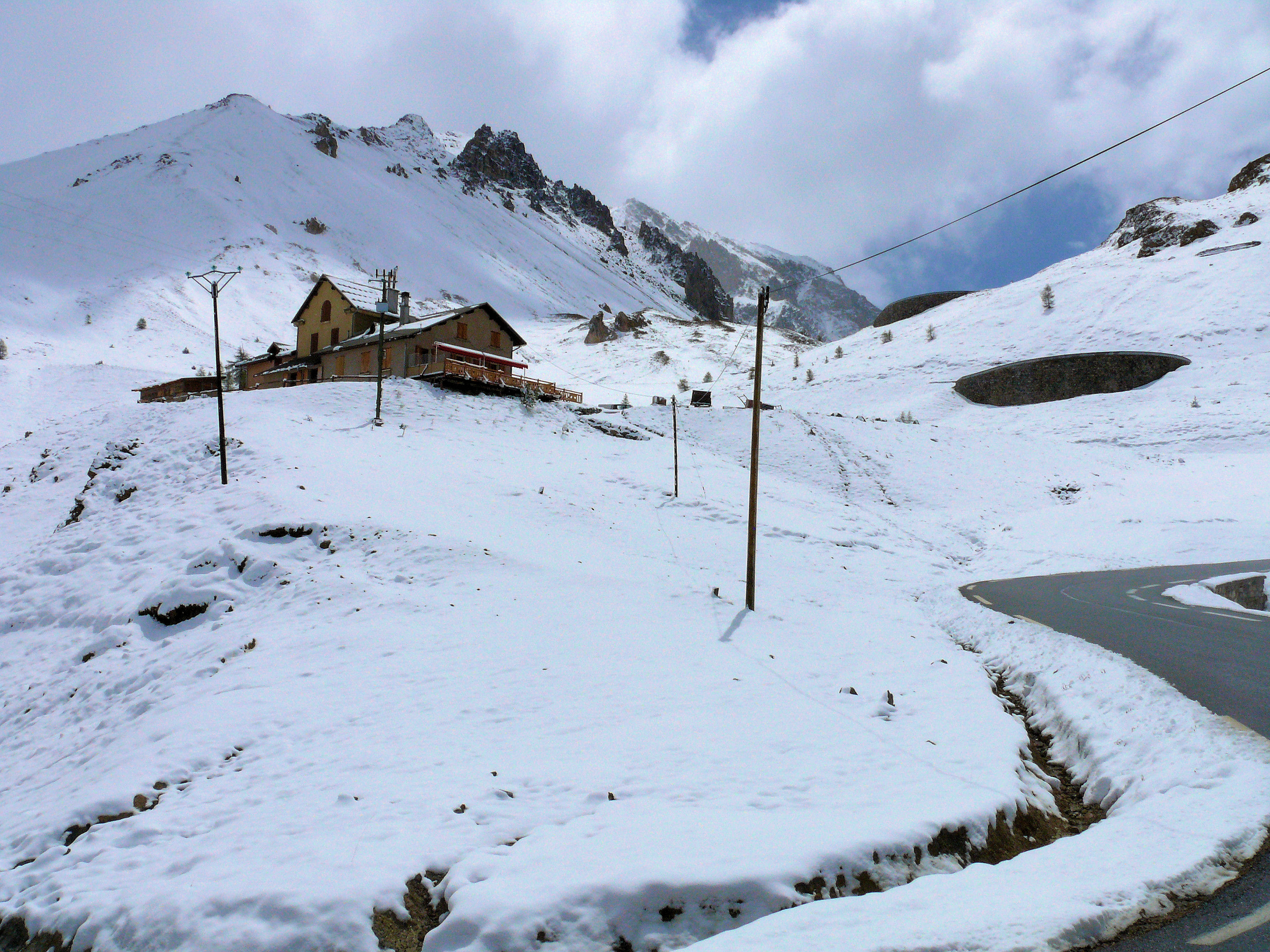
Le refuge Napoléon sur la route des Grandes Alpes.
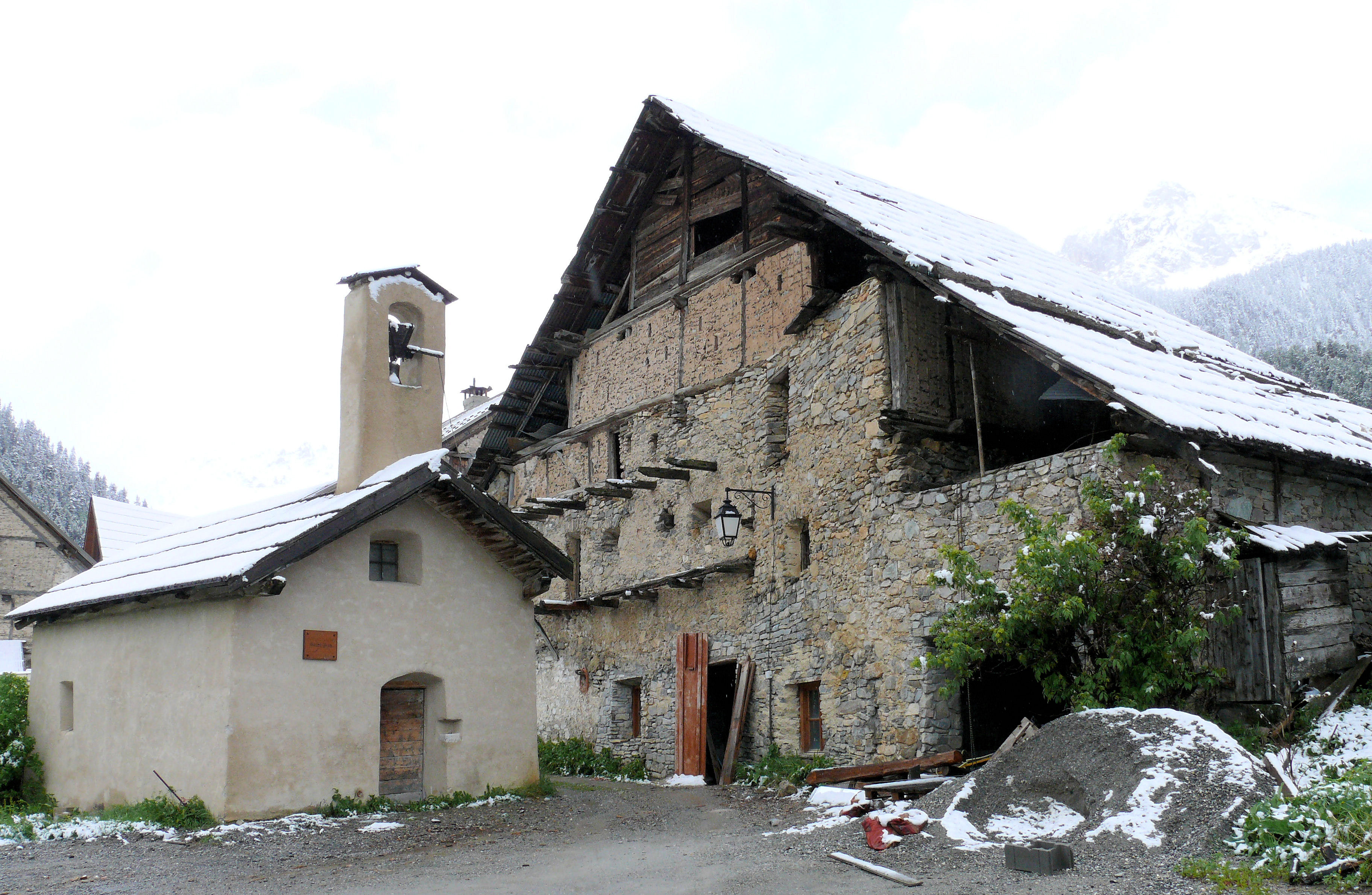
Chapelle Saint-Jean-Baptiste et maison-ferme au lieu-dit le Laus.
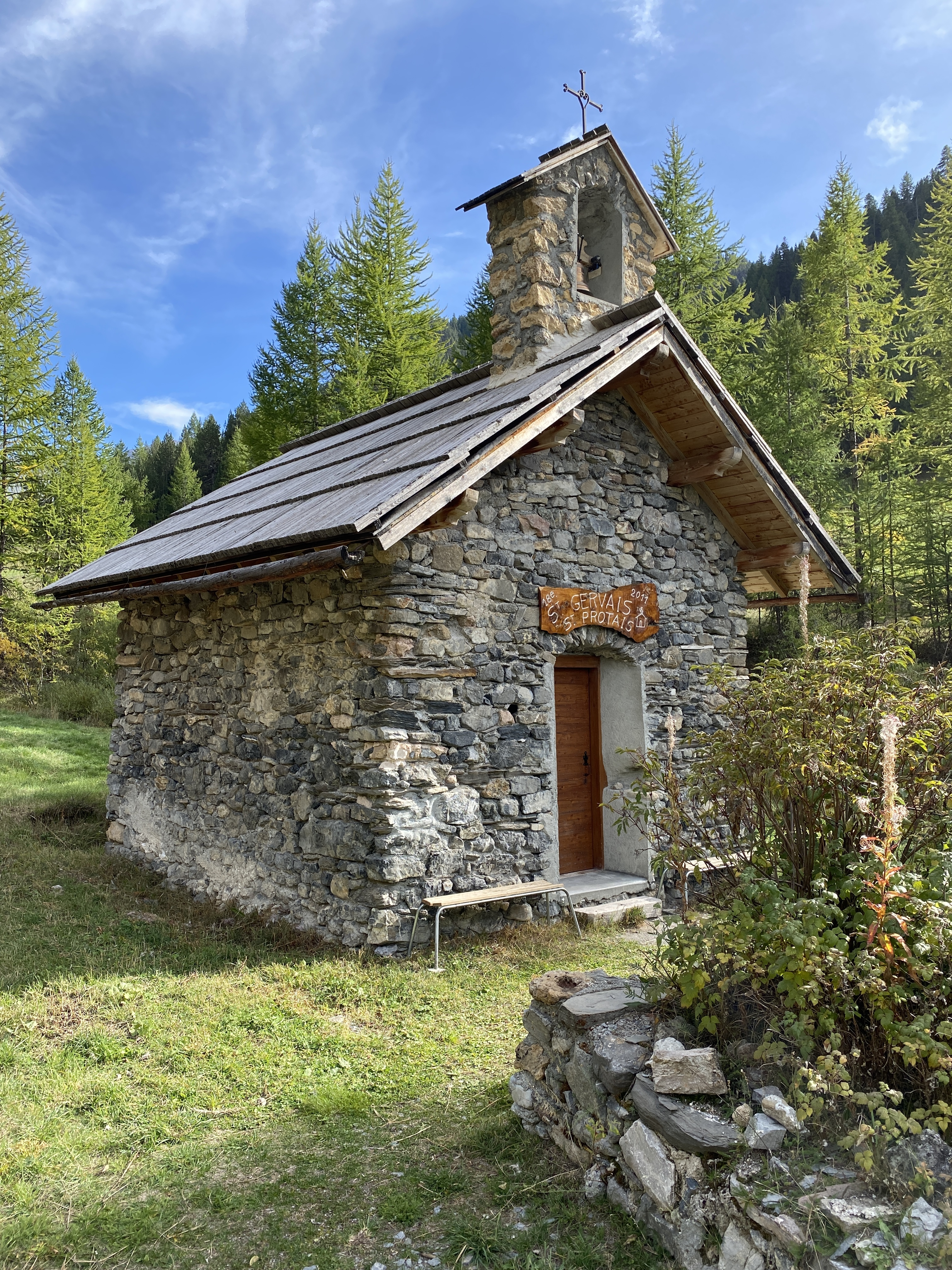
Chapelle Saint-Gervais-et-Saint-Protais du Blétonnet

### Personnalités liées à la commune
- Gilbert Faure, a participé aux Jeux olympiques de ski de fond en 1972.
- André Gatineau, polytechnicien français, navigateur d'Air France, qui a été secrétaire général de l'Union des navigants de ligne CGC, puis maire du village de Cervières de 1974 à 1977.

### Héraldique
| Blason de Cervières | Blason  | De gueules à la tête de cerf d’or.                                                        |
| Blason de Cervières | Détails | Armes parlantes. Cervus = cerf en latin. Le statut officiel du blason reste à déterminer. |

### Culture populaire
Série Alex Hugo
La commune forme le cœur géographique de la zone de tournage de la série Alex Hugo.

#### FilmBelle et Sébastien
Cervières fut l'un des lieux du tournage du film Belle et Sébastien 3 : Le Dernier Chapitre, réalisé par Clovis Cornillac et sorti en 2017.